# Wang Chong
Wang Chong (em chinês tradicional: 王充; em chinês simplificado: 王充; em pinyin: Wáng Chōng; em Wade-Giles: Wang Ch'ung, de nome cortês Zhongren (仲任), viveu em torno de 27 d.C.-100 d.C.), foi um filósofo chinês da dinastia Han que desenvolveu um pensamento racional, temporal, naturalístico, e mecânico do mundo e doa seres humanos. Seu trabalho principal era Lùn Héng (論衡, “ensaios críticos”). Este livro conteve muitas teorias que envolviam ciências da astronomia e da meteorologia, e Wang Chong foi o primeiro na história chinesa a mencionar o uso da bomba da corrente da água, que se tornou comum na irrigação e nas obras públicas da China posteriormente.
Ao contrário da maioria dos filósofos chineses de seu período, Wang passou muita de sua vida na pobreza não-auto-imposta. Diz-se ter estudado em quiosques de livros, dotado de uma memória magnífica. 